# فرودگاه آبی پنتیکتون
فرودگاه آبی پنتیکتون (به انگلیسی: Penticton Water Aerodrome) یک فرودگاه همگانی است که یک باند فرود آب دارد. این فرودگاه در کشور کانادا قرار دارد و در ارتفاع ۳۳۸ متری از سطح دریا واقع شده است.